# Erős Gedeon
Erős Gedeon, 1905-ig Edelstein Gedeon (Budapest, Ferencváros, 1898. augusztus 26. – Brooklyn, New York, 1966. július 14.) patológus, kórházi főorvos, egyetemi magántanár.

## Életpályája
Erős (Edelstein) Ignác (1854–1936) kereskedő és Weiszbrunn Lina (1866–1929) fiaként született sokgyermekes zsidó családban. A Budapesti X. Kerületi Tisztviselőtelepi Magyar Királyi Állami Főgimnáziumban érettségizett (1916). 1916 májusában bevonult a közös gyalogezredhez, ahonnan 8 heti kiképzés után áthelyezték a 66. gyalogezredhez Eperjesre. A tisztiiskola Losoncon történt elvégzése után 1916. december 24-én mint hadnagyjelölt az orosz harctérre ment, ahol 1917. június 9-én megsebesült. Felgyógyulása után, 1917 novemberében újból kiment a frontra és 1918 elején a 65. gyalogezredhez került. Tizenöt hónapot töltött a fronton, több kitüntetésben is részesült. 1919. január 1-jén szerelt le.
Tanulmányait a budapesti Pázmány Péter Tudományegyetem Orvostudományi Karán végezte és 1923-ban orvosdoktorrá avatták. Orvostanhallgatóként a Poliklinikán és a fővárosi Kun utcai Kórházban dolgozott. 1920 szeptemberétől a Pozsonyból Budapestre menekült Erzsébet Tudományegyetem Kórbonctani Intézetének önkéntese volt. Oklevele megszerzése után az egyetemmel Pécsre költözött, ahol előbb gyakornokként, később tanársegédként alkalmazták. 1928 elején ösztöndíjjal a berlini Rudolf-Virchow-Krankenhausban dolgozott, s ugyanebben az évben belföldi állami kutatási ösztöndíjat kapott. 1929 végén kinevezték a Pesti Izraelita Hitközség Kórházai részére létesített proszektúra orvosává és ettől kezdve Budapesten praktizált. 1930-ban A fertőző betegségek kórbonctana című tárgykörből a pécsi Erzsébet Tudományegyetem Orvostudományi Karán egyetemi magántanári képesítést szerzett. 1932-ben a Pesti Izraelita Hitközség elöljáróságától megkapta a kórházi főorvosi címet. Tagja volt a Jó Egészség című egészségügyi folyóirat szerkesztőbizottságának (1931–1934). A második világháború kitörésének évében elhagyta Magyarországot és az Amerikai Egyesült Államokban telepedett le, ahol folytatta hivatásának gyakorlását.
Felesége Turi Katalin volt, akit 1938-ban vett nőül. Fia Erős Tamás.

## Művei
- Gyors eljárás celloidin-paraffinos metszetek készítésére. (Gyógyászat, 1925, 1.)
- Vizsgálatok a csontvelőbénulásról különös tekintettel az agranulocytosisra. Barta Imrével. (Orvosi Hetilap, 1929, 30.)
- Az artentaffin-sejtek jelentősége. (Magyar Orvosi Archívum, 1931, 32.)
- A gyomor-béltractus u. n. „sárga“, „argentaffin“ sejtjeinek újabb kimutatási módszere. (Gyógyászat, 1932, 16.)
- Az endokrin mirigyrendszer extractumainak befolyása az egércarcinoma fejlődésére. Fodor Imrével és Kunos Istvánnal. (Gyógyászat, 1933, 4–6.)
- Vizsgálatok a gyomor-béltractus argentaffin sejtjeinek biológiai és klinikai jelentőségére vonatkozólag. I. A gyomor-béltractus „argentaffin“ sejtjeinek jelentősége anaemia perniciosában. (Gyógyászat, 1933, 33.)
- Vizsgálatok a gyomor-béltractus argentaffin sejtjeinek biológiai és klinikai jelentőségére vonatkozólag. II. A bélnyálkahártya extractumának hatása a patkányok bartonella-anaemiájára. (Gyógyászat, 1933, 34.)
- A kórbonctani rheumakutatás újabb eredményei. (Gyógyászat, 1935, 31–32.)
- Syringocystadenoma papilliferum. Liebner Ernővel. (Gyógyászat, 1935, 40.)
- Májkészítmények standardizálása a Bartonella-anaemia segítségével. Kunos Istvánnal. (Gyógyászat, 1935, 46.)
- A daganatos betegségek kórjóslata a pathologus szempontjából. (Gyógyászat, 1939, 18.)